# گونتر شلیپر
گونتر شلیپر (انگلیسی: Günter Schlipper؛ زادهٔ ۱۳ اوت ۱۹۶۲) بازیکن فوتبال اهل آلمان است.
از باشگاه‌هایی که در آن بازی کرده‌است می‌توان به باشگاه فوتبال شالکه ۰۴، باشگاه فوتبال دویسبورگ، و باشگاه فوتبال کلن اشاره کرد.